# ريتشارد سميث
ريتشارد دايل سميث (بالإنجليزية: Richard Dale Smith)‏ كيميائي أمريكي مرموق يعمل كزميل معهد باتيل التذكاري ورئيس شعبة العلوم البيولوجية ومدير وحدة أبحاث البروتيوميات في المختبر الوطني شمال غرب المحيط الهادئ. كما أنه يعمل مديراً لمواردالبروتيوميات لبحوث البيولوجيا التكاملية في المعاهد الصحة الوطنية الأمريكية. بالإضافة إلى عمله كعضو هيئة تدريس في أقسام الكيمياء في جامعة ولاية واشنطن وجامعة ولاية يوتا، و جامعة أيداهو. ألف وشارك في تأليف أكثر من 1000 منشور علمي وله أكثر من 47 براءة اختراع بحسب مكتب براءات الاختراع الأمريكي.

## بداية المسيرة المهنية
في سبعينيات القرن العشرين، نشر سميث أوراقًا بحثية تمت مراجعتها من قبل نظرائه حول العديد من الموضوعات، بما في ذلك قياس مطيافية الكتلة، وقياس المائع فوق حرج بالرنين السيكلوتروني الأيوني، وتفاعلات الجزيئات الأيونية، والتجمعات الجزيئية، ومحاليل السوائل فوق الحرجة.